# Liste des titres de prince de la noblesse belge
La liste des titres de prince de la noblesse belge recense les titres de prince héréditaires ou transmissible par primogéniture masculine, authentiques et réguliers, créés ou reconnus en Belgique, et transmis jusqu’à nos jours de façon régulière en ligne naturelle et légitime à partir du premier bénéficiaire.

## Histoire

### Titres subsistants
| Titre                                                                                | Titulaire actuel                                                                       | Époque        | Titres étrangers                                                 | Blason |
| ------------------------------------------------------------------------------------ | -------------------------------------------------------------------------------------- | ------------- | ---------------------------------------------------------------- | ------ |
| - Prince d'Amblise Date de création: 20 avril 1608 Monarque: Albert                  | Michel de Ligne, 14e Prince d'Amblise né le 26 mai 1951                                | XIe siècle    | - Prince du Saint-Empire - Grand d'Espagne - Marquis de Roubaix  |        |
| - Prince d'Arenberg Date de création: 5 mars 1576 Monarque: Maximilien II            | Son altesse sérénissime Léopold, 13e Prince d’Arenberg né le 20 février 1956           | XIIIe siècle  | - Prince de Meppen - Prince de Recklinghausen - Duc d’Aerschot   |        |
| - Prince de Béthune Hesdigneul Date de création: 7 avril 1781 Monarque: Joseph II    | Henri, Prince de Béthune Hesdigneul                                                    | XVIIIe siècle |                                                                  |        |
| - Prince de Chimay Date de création: 9 avril 1486 Monarque: Maximilien Ier           | Philippe de Riquet de Caraman, 22e Prince de Chimay né le 12 octobre 1948              | XVIe siècle   | - Prince du Saint-Empire - Comte de Caraman                      |        |
| - Prince de Croÿ Date de création: 9 avril 1486 Monarque: Maximilien Ier             | Son altesse sérénissime Emmanuel, 15e Prince de Croÿ né le 28 août 1957                | XIIe siècle   | - Prince du Saint-Empire - Prince de Solre - Duc de Croÿ         |        |
| - Prince d'Épinoy Date de création: 15 novembre 1592 Monarque: Albert                | Michel de Ligne, 14e Prince d'Épinoy né le 26 mai 1951                                 | XIe siècle    | - Prince du Saint-Empire - Grand d'Espagne - Marquis de Roubaix  |        |
| - Prince d'Everberghe Date de création: 31 mars 1759 Monarque: François Ier          | Charles-Guillaume de Merode, 9e Prince d'Everberghe né le 6 avril 1948                 | XIIIe siècle  | - Prince du Saint-Empire                                         |        |
| - Prince de Grimberghe Date de création: 4 août 1842 Monarque: François Ier          | Charles-Guillaume de Merode, 6e Prince de Grimberghe né le 6 avril 1948                | XIIIe siècle  | - Prince du Saint-Empire                                         |        |
| - Prince de Habsbourg-Lorraine Date de création: 29 mai 1978 Monarque: Baudouin      | Son altesse sérénissime Charles, 2e Prince de Habsbourg-Lorraine né le 5 novembre 1955 | XIe siècle    | - Archiduc d'Autriche - Prince de Hongrie - Prince de Bohême     |        |
| - Prince de Ligne Date de création: 8 février 1614 Monarque: Albert                  | Son altesse Michel, 14e Prince de Ligne né le 26 mai 1951                              | XIe siècle    | - Prince du Saint-Empire - Grand d'Espagne - Marquis de Roubaix  |        |
| - Prince de Lobkowicz Date de création: 17 août 1624 Monarque: Ferdinand II          | Son altesse sérénissime Stéphane, 13e Prince de Lobkowicz né le 29 juillet 1957        | XIVe siècle   | - Prince du Saint-Empire - Duc de Raudnitz                       |        |
| - Prince de Looz-Corswarem Date de création: 16 février 1816 Monarque: Guillaume Ier | Son altesse sérénissime Thierry, 11e Prince de Looz-Corswarem né le 10 septembre 1948  | XIIIe siècle  | - Prince du Saint-Empire                                         |        |
| - Prince de Merode Date de création: 25 avril 1930 Monarque: Albert Ier              | Charles-Guillaume, 3e Prince de Merode né le 6 avril 1948                              | XIIIe siècle  | - Prince du Saint-Empire                                         |        |
| - Prince de Rubempré Date de création: 15 août 1759 Monarque: François Ier           | Charles-Guillaume de Merode, 9e Prince de Rubempré né le 6 avril 1948                  | XIIIe siècle  | - Prince du Saint-Empire                                         |        |
| - Prince Swiatopelk-Czetwertynski Date de création: 1569 Monarque: Sigismond II      | Alexandre, 7e Prince Swiatopelk-Czetwertynski né le 27 décembre 1975                   | XIIIe siècle  | - Prince du Saint-Empire                                         |        |
| - Prince de Waterloo Date de création: 8 juillet 1815 Monarque: Guillaume Ier        | Charles Wellesley, 9e Prince de Waterloo né le 6 avril 1948                            | XVIe siècle   | - Duc de Wellington - Duc de Ciudad Rodrigo - Duc de la Victoire |        |

### Titres éteints
| Titre                                                                 | Année d’extinction | Région d’origine | Ancienneté | Blason |
| --------------------------------------------------------------------- | ------------------ | ---------------- | ---------- | ------ |
| - Prince de Gavre Date de création: 13 juin 1736 Monarque: Charles VI | 1832               | Hainaut          | XIe siècle |        |